# Чорний Сергій Миколайович
Сергі́й Микола́йович Чо́рний (нар. 26 січня 1967 — пом. 27 серпня 2014) — сержант Збройних сил України, учасник російсько-української війни.

## Короткий життєпис
Народився 1967 року в місті Краматорськ. Проживав у місті Харків.
Призваний за мобілізацією, командир механізованого відділення 92-ї окремої механізованої бригади.
28 серпня 2014 року ротно-тактична група рухалась у район Старобешевого з метою деблокування українських підрозділів в Іловайську. За 5 км на схід від міста Комсомольське (Донецька область) о 4-й ранку колона потрапила під масований обстріл російських військ з РСЗВ «Град», мінометів і танків та під вогонь ДРГ терористів. Тоді загинули Руслан Батраченко, Юрій Безщотний, Бризгайло Сергій, Антон Бутирін, Андрій Деребченко, Олександр Карасик, Олександр Карпенко, Ігор Романцов, Сергій Чорний.
16 вересня пошуковці вивезли 8 тіл загиблих з братської могили неподалік с. Новозар'ївка. Упізнаний за даними експертизи ДНК. Похований 10 лютого 2015 року на міському кладовищі № 18 Харкова.
Без чоловіка залишилася дружина, без сина — мама Клавдія Чорна.

## Нагороди та вшанування
За особисту мужність і героїзм, виявлені у захисті державного суверенітету та територіальної цілісності України, вірність військовій присязі під час російсько-української війни, відзначений — нагороджений:
- 17 липня 2015 року — орденом «За мужність» III ступеня (посмертно).[2]
- Його портрет розміщений на меморіалі «Стіна пам'яті полеглих за Україну» в Києві: секція 3, ряд 5, місце 25
- Вшановується 28 серпня на щоденному ранковому церемоніалі вшанування українських захисників, які загинули цього дня в різні роки внаслідок російської збройної агресії[3]